# Edisons 1966
In 1966 werden geen  Edisons uitgereikt in de categorie lichte muziek. Dit was het gevolg van ophef die in mei 1966 ontstond toen De Telegraaf al vroegtijdig een lijst van winnaars wist te melden. Het ging hierbij om Martine Bijl, Golden Earrings, Beach Boys, Annie M.G. Schmidt en Miles Davis.
Bovendien was er sprake van kritiek op de juryleden, geuit door mede-jurylid Leo Nelissen. Hij trok de integriteit van zijn collega's in twijfel nadat ze een Edison hadden toegekend aan Martine Bijl, die dat jaar haar debuut had gemaakt in de tv-show van Willem Duys. Volgens Nelissen had zij de Edison gekregen nadat de juryleden persoonlijk bij Duys waren langs geweest om de plaat te beluisteren.
De Edison-organisatie erkent de lijst van winnaars van 1966 niet. De Edisons zijn, voor zover bekend, nooit uitgereikt.
Dat jaar werd er overigens wel een Grand Gala du Disque gehouden, met Tony Bennett als hoofdgast. In de categorie klassieke muziek werden wél Edisons toegekend.
1960 · 1961 · 1962 · 1963 · 1964 · 1965 · 1966 · 1967 · 1968 · 1969 · 1970 · 1971 · 1972 · 1973 · 1974 · 1975 · 1976 · 1977 · 1978 · 1979 · 1980 · 1981 · 1982 · 1983 · 1984 · 1985 · 1986 · 1987 · 1988 · 1989 · 1990 · 1991 · 1992 · 1993 · 1994 · 1995 · 1996 · 1997 · 1998 · 1999 · 2000 · 2001 · 2002 · 2003 · 2004 · 2005 · 2006 · 2007 · 2008 · 2009 · 2010 · 2011 · 2012 · 2013 · 2014 · 2015 · 2016 · 2017 · 2018 · 2019 · 2020 · 2021 · 2022 · 2023 · 2024